# 南并州
南并州，是唐朝的州。
南北朝时代当地有并州。唐高祖武德元年（618年）在通州宣汉县（今四川省万源市南固军场）设立南并州，下辖东关县（今四川省达州市宣汉县五宝镇）、宣汉县。武德三年（620年）宣汉县移治今四川省万源市罗文镇。唐太宗貞觀五年（585年）废除南并州，东关县合并到宣汉县，宣汉县入通州。